# 궁류면
궁류면(宮柳面)은 대한민국 경상남도 의령군의 면이다. 의령군 북부 산간지로서 의령, 함안, 합천읍에서 각각 24 km 지점에 있다. 봉황대, 벽계저수지, 찰비계곡 등 자연경관이 수려하다.

## 연혁
- 신번현

신라시대에는 토곡이 도읍지였으며, 평촌, 벽계, 운계리는 합천군 궁소면에 속해 있었고, 압곡리, 토곡리, 계현리, 다현리는 의령군 일류곡면이었으나 1914년 합천군 궁소면 일부와 의령군 일류곡면을 병합, 궁류면이라 불렸고, 현재에 이르렀다.

## 행정 구역
- 계현리
- 벽계리
- 운계리
- 평촌리
- 토곡리
- 압곡리
- 다현리

## 교육
- 궁류초등학교

## 명소
- 벽계국민관광지
- 봉황대
- 일붕사
- 의령예술촌
- 한우산

## 사건
- 우범곤 순경 사건